# Ринда (дзвін)

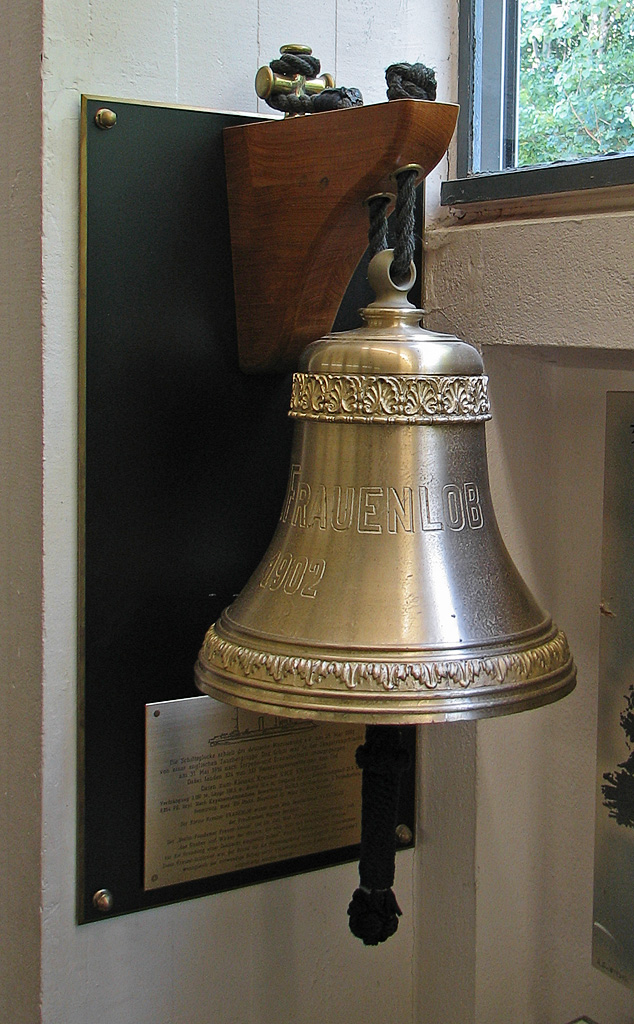
Корабельний дзвін

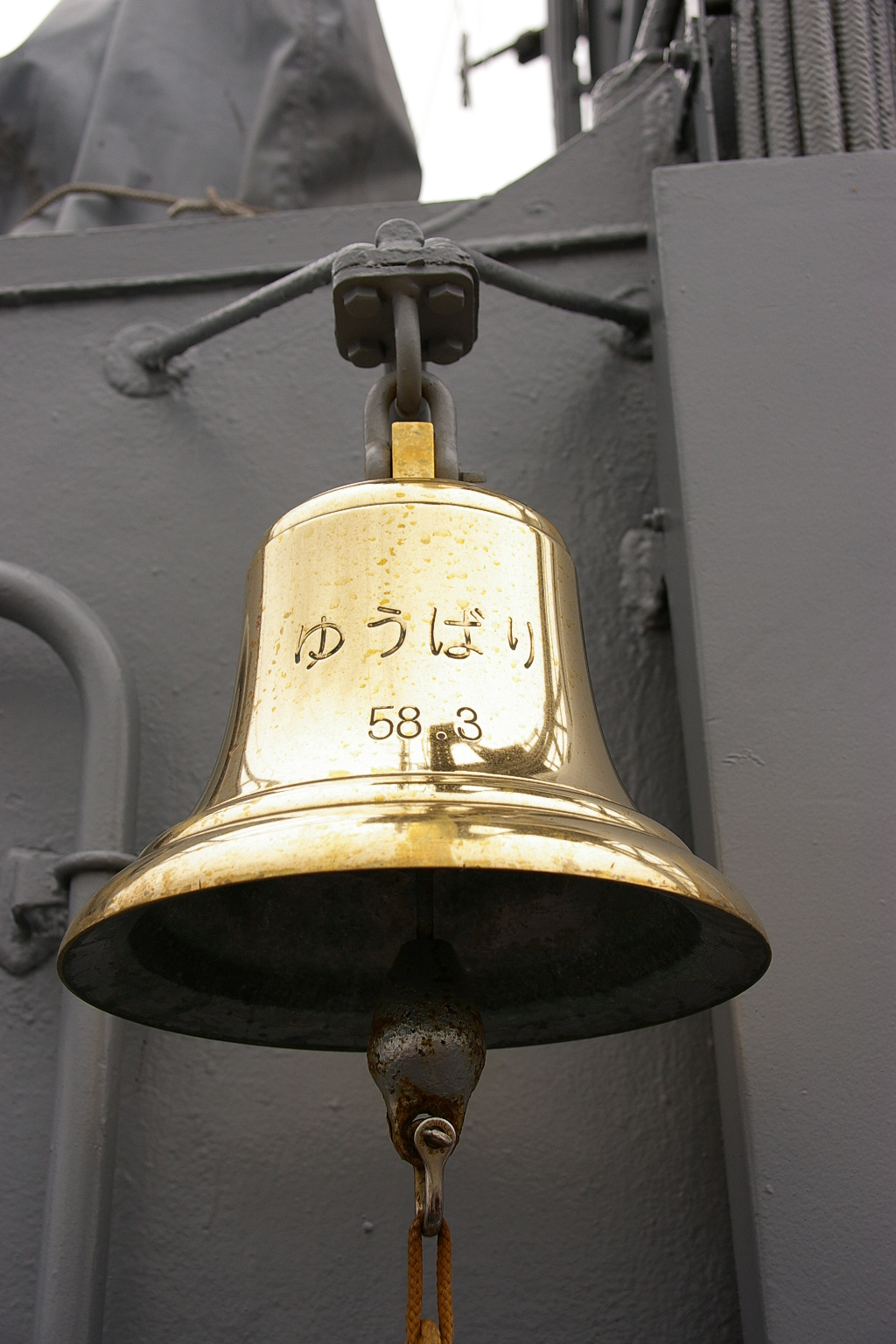
Дзвін японського фрегата «Юбарі»

Корабельний дзвін — дзвін на кораблі, який використовується для вказання часу — відбивання склянок (проміжків часу), а також для інших традиційних функцій, подавання сигналу збору, також застосовується для пожежного сполоху, для подавання сигналів у тумані (замість туманної сирени). Сам дзвін зазвичай виготовляється з латуні або бронзи. Традиція приписує відливати дзвін для кожного судна окремо і на ньому вигравірувана або відлита назва корабля та рік виготовлення.
Ринда (від рос. рында) — полуденне биття корабельного дзвона (три трикратних удари). Іноді риндою неправильно називають і сам корабельний дзвін. Поява слова «ринда» у значенні «биття суднового дзвона» пояснюється переінакшенням у російському флоті незрозумілого англійського вигуку «Ring the bell!» («Бий у дзвін!») на «Рынду бей!» («Ринду бий!»).

### Історія
Корабельні дзвони з'явилися у XVI—XVII ст. Вважається, що вони походять від церковних: дзвін для моряків був річчю особливою і священною, слугував для захисту від злих духів. З плином часу він став символом, обличчям корабля. Не зважаючи на кількасотлітнє використовування суднових дзвонів, лише 1889 року Вашинґтонська Міжнародна конференція з мореплавства офіційно затвердила їх уживання на флоті. За традицією, всі судна досі мають власний дзвін, за винятком підводних човнів, суден на повітряній подушці, деяких невеликих катерів.

#### Відбивання склянок

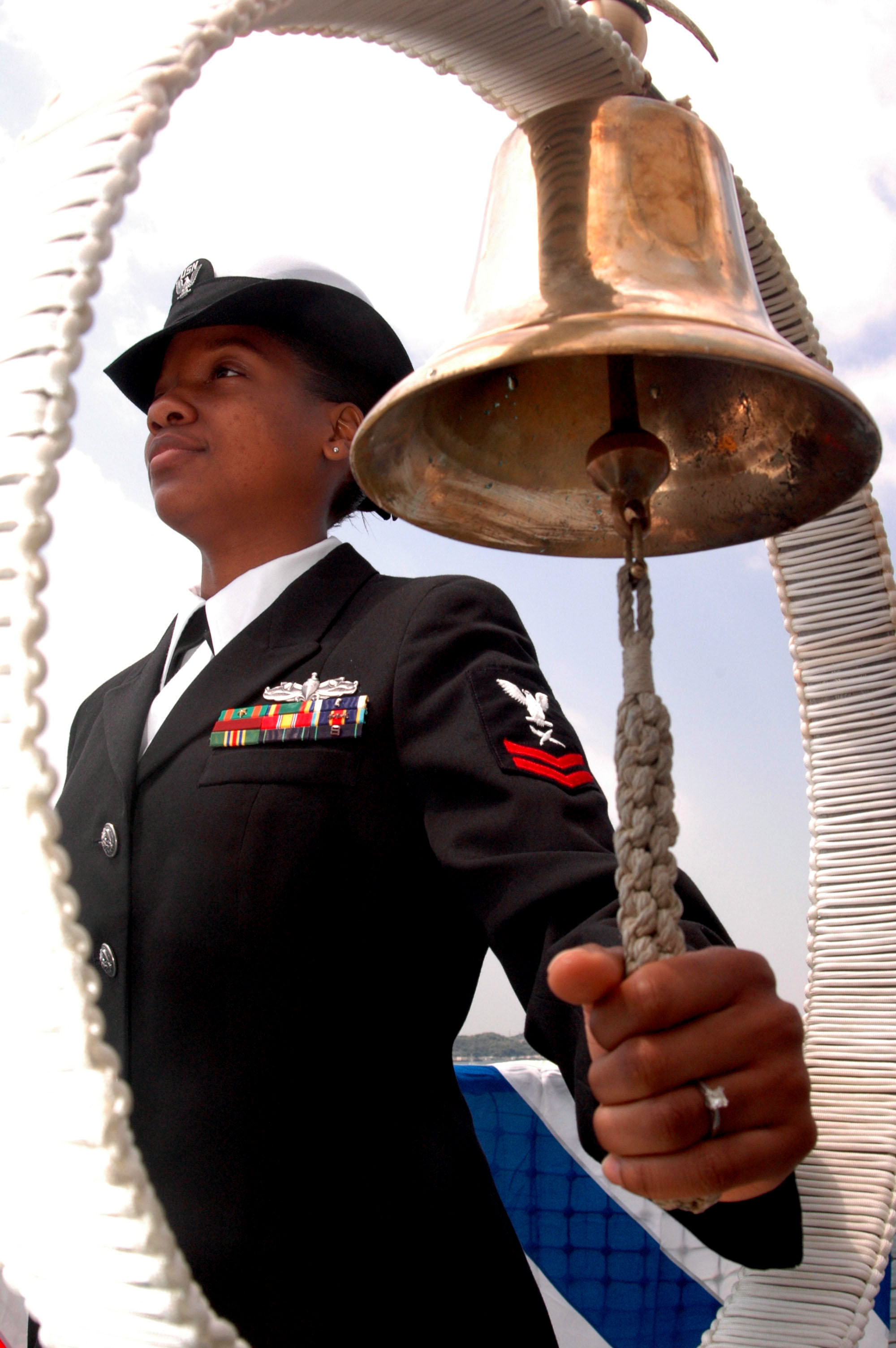
Відбивання склянок на американському військовому кораблі

Відбивання склянок проводиться практично на всіх кораблях надводного флоту. Бити склянки судновим дзвоном — обов'язок вахтового.
- 8:00 — вісім склянок (чотири здвоєних удари);
- 8:30 — одна склянка (один удар);
- 9:00 — дві склянки (один здвоєний удар);
- 9:30 — три склянки (один здвоєний і один одинарний удар);
- 10:00 — чотири склянки (два здвоєних удари);
- 12:00 — ринда (три трикратних удари).

Після полудня починався новий лік склянок.

### Звичаї і забобони
Оскільки дзвін завжди був священною річчю, душею судна, поводження з ним супроводжувалося низкою ритуалів. Моряки завжди були дуже марновірними людьми, багато моряцьких забобонів пов'язано з судновими дзвонами.
- Дзвін прийнято держати завжди начищеним до блиску.
- Дзвін на судні міняти не прийнято, якщо судно міняє назву (наприклад, при зміні прапора), на ньому залишається дзвін зі старою назвою.
- У Франції під час спускання судна на воду всі його приміщення обходять, дзвонячи у дзвін.
- Дзвін, який дзвонив сам по собі, вважався поганим передвістям.
- Поганою прикметою також було розколоти або зіпсувати дзвін.
- На цвинтарі поблизу Лендз-Енда (Велика Британія) існує могила капітана, який не побажав покинути свій корабель і пішов під воду під дзвоніння корабельного дзвона. Кажуть, що там можна почути удари дзвона, що йдуть з-під землі.
- Корабель, що везе крадені дзвони, не добереться до порту призначення (втім, це не поширювалося на воєнні трофеї).
- Якщо на судні під час плавання народжувалася дитина, її хрестили під калатання дзвона, а іноді його навіть використовували замість хрестильної купелі.

### Інше
- Ринда-булінь — плетений з кнопом на кінці трос, за допомогою якого приводять у дію било дзвона. Є найкоротшою снастю на судні[3].
- Невеличкі суднові дзвони популярні як сувеніри і прикраса інтер'єру.
- До сплаву корабельних дзвонів XVIII—XIX ст. для м'якості звучання додавали золото і срібло. Існують навіть дзвони, виплавлені з монет, награбованих піратами.
- Дзвін, знятий з затонулого корабля «Лютін», висить у будівлі страхової корпорації Ллойда. Колись він оголошував однократним ударом погані вісті про судна, застраховані у Ллойда, двома ударами — щасливе прибуття запізнілих суден до порту. Тепер він дзвонить тільки з надзвичайних нагод (загибель «Титаніка», теракти у США 2001 року). Цікаво, що назва, відлита на дзвоні, зовсім не Lutine, а St. Jean («Св. Йоанн»). Це могло статися тому, що під час будування кораблеві змінили ім'я, залишивши дзвін зі старою назвою.
- Удар суднового дзвона слугує звуковою заставкою фільмів Одеської кіностудії.

## Інші значення слова «ринда»

### Засіб сигналізації
Риндою іноді зовуть примітивний засіб пожежної сигналізації — пожежне клепало, підвішену залізничну рейку («пожежна ринда»), переносячи на неї неточну назву суднового дзвона.

### Посада
- У Московському царстві XVI—XVII ст. риндою звався почесний царський охоронець. Це слово вважається не зв'язаним за походженням з морським терміном.